# Marathon van Milaan 2004
De Marathon van Milaan 2004 vond plaats op zondag 28 november 2004. Het was de vijfde editie van deze marathon.
De wedstrijd werd gedomineerd door Kenianen. Bij de mannen won Daniel Cheribo. Hij had een kleine minuut voorsprong op zijn landgenoot Benjamin Kipchumba. De eveneens uit Kenia komende Enock Mitei maakte het Keniaanse podium compleet. Bij de vrouwen ging de Keniaanse Rita Jeptoo met de hoogste eer strijken. Zij finishte in 2:28.11, ruim 3,5 minuten sneller dan de tweede aankomende Italiaanse Gloria Marconi (2:31.53).

## Uitslagen
Mannen
| rang | naam               | land | tijd    |
| ---- | ------------------ | ---- | ------- |
| 1    | Daniel Cheribo     | KEN  | 2:08.38 |
| 2    | Benjamin Kipchumba | KEN  | 2:09.23 |
| 3    | Enock Mitei        | KEN  | 2:10.52 |
| 4    | Raymond Kipkoech   | KEN  | 2:11.30 |
| 5    | Joseph Ngeny       | KEN  | 2:12.08 |
| 6    | Rachid Amour       | MAR  | 2:15.48 |
| 7    | Ibrahim Mitei      | KEN  | 2:16.16 |
| 8    | Vito Sardella      | ITA  | 2:17.32 |
| 9    | Gianluca Pasetto   | ITA  | 2:22.12 |
| 10   | Vicenzo Trentadue  | ITA  | 2:23.34 |
| 11   | Mario Ardemagni    | ITA  | 2:25.07 |
| 12   | Saverio Giardiello | ITA  | 2:25.20 |
| 13   | Marek Kalwat       | POL  | 2:26.27 |
| 14   | Pietro Colnaghi    | ITA  | 2:27.22 |
| 15   | Simone Busetto     | ITA  | 2:27.26 |

Vrouwen
| rang | naam               | land | tijd    |
| ---- | ------------------ | ---- | ------- |
| 1    | Rita Jeptoo        | KEN  | 2:28.11 |
| 2    | Gloria Marconi     | ITA  | 2:31.53 |
| 3    | Giunta Tonolio     | ITA  | 2:34.24 |
| 4    | Griseldes Gonzales | ESP  | 2:34.28 |
| 5    | Irina Songerlainen | RUS  | 2:38.09 |
| 6    | Rosita Rota Gelpi  | ITA  | 2:38.39 |
| 7    | Karin Schon        | SWE  | 2:40.11 |
| 8    | Catherine Bertone  | ITA  | 2:42.24 |
| 9    | Loredana Santoni   | ITA  | 2:51.48 |
| 10   | Helen-Mery Herman  | ITA  | 2:55.06 |

2000 ·
2001 ·
2002 ·
2003 ·
2004 ·
2005 ·
2006 ·
2007 ·
2008 ·
2009 ·
2010 ·
2011 ·
2012 ·
2013 ·
2014 ·
2015 ·
2016 ·
2017